# Linophrynidae
I Linophrynidae sono una famiglia di pesci ossei abissali appartenenti all'ordine Lophiiformes.

## Distribuzione e habitat
La famiglia è diffusa in tutti gli oceani. Sconosciuta nel mar Mediterraneo. Sono pesci batipelagici che, almeno in alcune specie, superano i 2000 metri di profondità.

## Descrizione
I Linophrynidae si possono riconoscere dagli altri Lophiiformes abissali per i seguenti caratteri, che possono non essere tutti presenti in tutte le specie:
- pinne pari con raggi in numero ridotto, solitamente 3 sia nella pinna dorsale che nella pinna anale
- raggi branchiostegi in numero di 5 (in rari casi 4)
- apertura anale posta lateralmente sul fianco sinistro (carattere presente in tutte le specie).

Per il resto l'aspetto dei Linophrynidae è piuttosto variabile ma accomunato da alcune caratteristiche comuni. Nelle femmine adulte la bocca è molto grande (probabilmente la più grande relativamente al corpo in tutti i vertebrati), con denti di aspetto molto variabile tra i generi. Il corpo è globulare con testa grande (spesso costituisce più del 50% della lunghezza totale) Il muso è poco allungato, con mascelle più o meno della stessa lunghezza. Non ci sono scaglie o tubercoli ossei, la pelle è nuda. L'illicio (primo raggio della pinna dorsale posto sul muso e dotato di un fotoforo utilizzato per attrarre le prede) ha lunghezza e aspetto fortemente variabile tra le specie. Nel genere Linophryne è presente un barbiglio ventrale anch'esso bioluminescente. Il colore è di solito bruno scuro tranne che in Haplophryne mollis, che è completamente trasparente. I maschi sono minuscoli e hanno aspetto completamente differente dalle femmine, in diverse specie sono parassiti. Quelli non parassiti hanno occhi molto grandi, allungati a tubo e diretti in avanti; hanno organi olfattivi molto sviluppati. Il colore varia da bruno scuro a trasparente. I maschi parassiti hanno occhi, denti e organi olfattivi degenerati e, quando maturi, hanno il ventre rigonfio.
La taglia massima degli esemplari femminili è inferiore a 30 cm. Il maschio a vita non parassita più grande conosciuto non raggiunge il centimetro di lunghezza, quelli parassiti possono raggiungere 3 cm.

## Specie
- Genere Acentrophryne
  - Acentrophryne dolichonema
  - Acentrophryne longidens
- Genere Borophryne
  - Borophryne apogon
- Genere Haplophryne
  - Haplophryne mollis
- Genere Linophryne
  - Linophryne algibarbata
  - Linophryne andersoni
  - Linophryne arborifera
  - Linophryne arcturi
  - Linophryne argyresca
  - Linophryne bicornis
  - Linophryne bipennata
  - Linophryne brevibarbata
  - Linophryne coronata
  - Linophryne densiramus
  - Linophryne escaramosa
  - Linophryne indica
  - Linophryne lucifer
  - Linophryne macrodon
  - Linophryne maderensis
  - Linophryne parini
  - Linophryne pennibarbata
  - Linophryne polypogon
  - Linophryne quinqueramosa
  - Linophryne racemifera
  - Linophryne sexfilis
  - Linophryne trewavasae
- Genere Photocorynus
  - Photocorynus spiniceps[2]